# Aircel Chennai Open 2014 - Qualificazioni singolare
Le qualificazioni del singolare  dell'Aircel Chennai Open 2014 sono state un torneo di tennis preliminare per accedere alla fase finale della manifestazione. I vincitori dell'ultimo turno sono entrati di diritto nel tabellone principale. In caso di ritiro di uno o più giocatori aventi diritto a questi sono subentrati i lucky loser, ossia i giocatori che hanno perso nell'ultimo turno ma che avevano una classifica più alta rispetto agli altri partecipanti che avevano comunque perso nel turno finale.

## Teste di serie
1. Serhij Stachovs'kyj (primo turno)
2. Gō Soeda (secondo turno)
3. Dušan Lajović (secondo turno)
4. Rajeev Ram (secondo turno)

1. Andrej Martin (primo turno)
2. Illja Marčenko (ultimo turno)
3. Radu Albot (Qualificato)
4. Márton Fucsovics (primo turno)

## Qualificati
1. Aleksandr Kudrjavcev
2. Henri Laaksonen

1. Ramkumar Ramanathan
2. Radu Albot

## Tabellone

### Legenda
| - Q = Qualificato - WC = Wild card - LL = Lucky loser | - ALT = Alternate - SE = Special Exempt - PR = Protected Ranking | - w/o = Walkover - r = Ritirato - d = Squalificato |

### Sezione 1
|  | Primo turno    | Primo turno          | Primo turno      | Primo turno | Primo turno |  |  | Secondo turno        | Secondo turno        | Secondo turno        | Secondo turno    | Secondo turno    |   |   | Ultimo turno         | Ultimo turno         | Ultimo turno         | Ultimo turno | Ultimo turno |  |
|  |                |                      |                  |             |             |  |  |                      |                      |                      |                  |                  |   |   |                      |                      |                      |              |              |  |
|  | 1              | Serhij Stachovs'kyj  | 1                | 6           | 4           |  |  |                      |                      |                      |                  |                  |   |   |                      |                      |                      |              |              |  |
|  |                | Aleksandr Kudrjavcev | 6                | 4           | 6           |  |  | Aleksandr Kudrjavcev | Aleksandr Kudrjavcev | Aleksandr Kudrjavcev | 7                | 6                |   |   |                      |                      |                      |              |              |  |
|  | Karen Chačanov | Karen Chačanov       | Karen Chačanov   | 6           | 6           |  |  | Karen Chačanov       | Karen Chačanov       | Karen Chačanov       | 69               | 3                |   |   |                      |                      |                      |              |              |  |
|  | Hiroki Moriya  | Hiroki Moriya        | Hiroki Moriya    | 2           | 4           |  |  |                      |                      |                      |                  |                  |   |   | Aleksandr Kudrjavcev | Aleksandr Kudrjavcev | Aleksandr Kudrjavcev | 6            | 6            |  |
|  | WC             | Ajai Selvaraj        | Ajai Selvaraj    | 0           | 0           |  |  |                      |                      | Frederik Nielsen     | Frederik Nielsen | Frederik Nielsen | 4 | 4 |                      |                      |                      |              |              |  |
|  |                | Sanam Singh          | Sanam Singh      | 6           | 6           |  |  | Sanam Singh          | Sanam Singh          | Sanam Singh          | 5                | 5                |   |   |                      |                      |                      |              |              |  |
|  |                | Frederik Nielsen     | Frederik Nielsen | 6           | 6           |  |  | Frederik Nielsen     | Frederik Nielsen     | Frederik Nielsen     | 7                | 7                |   |   |                      |                      |                      |              |              |  |
|  | 8              | Márton Fucsovics     | Márton Fucsovics | 3           | 2           |  |  |                      |                      |                      |                  |                  |   |   |                      |                      |                      |              |              |  |

### Sezione 2
|  | Primo turno          | Primo turno             | Primo turno             | Primo turno | Primo turno |  |  | Secondo turno | Secondo turno        | Secondo turno        | Secondo turno  | Secondo turno |   |   | Ultimo turno | Ultimo turno    | Ultimo turno | Ultimo turno | Ultimo turno |  |
|  |                      |                         |                         |             |             |  |  |               |                      |                      |                |               |   |   |              |                 |              |              |              |  |
|  | 2                    | Gō Soeda                | Gō Soeda                | 7           | 7           |  |  |               |                      |                      |                |               |   |   |              |                 |              |              |              |  |
|  | WC                   | Mohit Mayur Jayaprakash | Mohit Mayur Jayaprakash | 62          | 5           |  |  | 2             | Gō Soeda             | Gō Soeda             | 5              | 4             |   |   |              |                 |              |              |              |  |
|  | Henri Laaksonen      | Henri Laaksonen         | 6                       | 5           | 6           |  |  |               | Henri Laaksonen      | Henri Laaksonen      | 7              | 6             |   |   |              |                 |              |              |              |  |
|  | Sriram Balaji        | Sriram Balaji           | 1                       | 7           | 4           |  |  |               |                      |                      |                |               |   |   |              | Henri Laaksonen | 4            | 6            | 7            |  |
|  | Mate Pavić           | Mate Pavić              | Mate Pavić              | 4           | 63          |  |  |               |                      | 6                    | Illja Marčenko | 6             | 3 | 5 |              |                 |              |              |              |  |
|  | Alessandro Giannessi | Alessandro Giannessi    | Alessandro Giannessi    | 6           | 7           |  |  |               | Alessandro Giannessi | Alessandro Giannessi | 3              | 4             |   |   |              |                 |              |              |              |  |
|  |                      | Flavio Cipolla          | Flavio Cipolla          | 3           | 0           |  |  | 6             | Illja Marčenko       | Illja Marčenko       | 6              | 6             |   |   |              |                 |              |              |              |  |
|  | 6                    | Illja Marčenko          | Illja Marčenko          | 6           | 6           |  |  |               |                      |                      |                |               |   |   |              |                 |              |              |              |  |

### Sezione 3
|  | Primo turno       | Primo turno         | Primo turno         | Primo turno | Primo turno |  |  | Secondo turno       | Secondo turno       | Secondo turno       | Secondo turno       | Secondo turno |   |   | Ultimo turno   | Ultimo turno   | Ultimo turno | Ultimo turno | Ultimo turno |  |
|  |                   |                     |                     |             |             |  |  |                     |                     |                     |                     |               |   |   |                |                |              |              |              |  |
|  | 3                 | Dušan Lajović       | Dušan Lajović       | 6           | 6           |  |  |                     |                     |                     |                     |               |   |   |                |                |              |              |              |  |
|  | WC                | Sasi Kumar Mukund   | Sasi Kumar Mukund   | 3           | 4           |  |  | 3                   | Dušan Lajović       | 6                   | 1                   | 4             |   |   |                |                |              |              |              |  |
|  | Norbert Gombos    | Norbert Gombos      | Norbert Gombos      | 7           | 7           |  |  |                     | Norbert Gombos      | 2                   | 6                   | 6             |   |   |                |                |              |              |              |  |
|  | Benjamin Balleret | Benjamin Balleret   | Benjamin Balleret   | 5           | 6           |  |  |                     |                     |                     |                     |               |   |   | Norbert Gombos | Norbert Gombos | 63           | 6            | 3            |  |
|  |                   | Ramkumar Ramanathan | Ramkumar Ramanathan | 6           | 6           |  |  |                     |                     | Ramkumar Ramanathan | Ramkumar Ramanathan | 7             | 3 | 6 |                |                |              |              |              |  |
|  | WC                | Sumit Nagal         | Sumit Nagal         | 2           | 0           |  |  | Ramkumar Ramanathan | Ramkumar Ramanathan | Ramkumar Ramanathan | 6                   | 7             |   |   |                |                |              |              |              |  |
|  |                   | Michail Elgin       | 0                   | 7           | 6           |  |  | Michail Elgin       | Michail Elgin       | Michail Elgin       | 3                   | 5             |   |   |                |                |              |              |              |  |
|  | 5                 | Andrej Martin       | 6                   | 65          | 0           |  |  |                     |                     |                     |                     |               |   |   |                |                |              |              |              |  |

### Sezione 4
|  | Primo turno            | Primo turno            | Primo turno            | Primo turno | Primo turno |  |  | Secondo turno | Secondo turno  | Secondo turno | Secondo turno | Secondo turno |   |   | Ultimo turno | Ultimo turno   | Ultimo turno   | Ultimo turno | Ultimo turno |  |
|  |                        |                        |                        |             |             |  |  |               |                |               |               |               |   |   |              |                |                |              |              |  |
|  | 4                      | Rajeev Ram             | 3                      | 6           | 3           |  |  |               |                |               |               |               |   |   |              |                |                |              |              |  |
|  |                        | Lorenzo Giustino       | 6                      | 4           | 2r          |  |  | 4             | Rajeev Ram     | 1             | 6             | 5             |   |   |              |                |                |              |              |  |
|  | Saketh Myneni          | Saketh Myneni          | Saketh Myneni          | 3           | 4           |  |  |               | Philipp Oswald | 6             | 3             | 7             |   |   |              |                |                |              |              |  |
|  | Philipp Oswald         | Philipp Oswald         | Philipp Oswald         | 6           | 6           |  |  |               |                |               |               |               |   |   |              | Philipp Oswald | Philipp Oswald | 3            | 4            |  |
|  | Vijay Sundar Prashanth | Vijay Sundar Prashanth | Vijay Sundar Prashanth | 4           | 1           |  |  |               |                | 7             | Radu Albot    | Radu Albot    | 6 | 6 |              |                |                |              |              |  |
|  | Zhang Ze               | Zhang Ze               | Zhang Ze               | 6           | 6           |  |  |               | Zhang Ze       | Zhang Ze      | 62            | 3             |   |   |              |                |                |              |              |  |
|  |                        | Yasutaka Uchiyama      | 6                      | 64          | 1           |  |  | 7             | Radu Albot     | Radu Albot    | 7             | 6             |   |   |              |                |                |              |              |  |
|  | 7                      | Radu Albot             | 3                      | 7           | 6           |  |  |               |                |               |               |               |   |   |              |                |                |              |              |  |